# Bitwa o Los Angeles

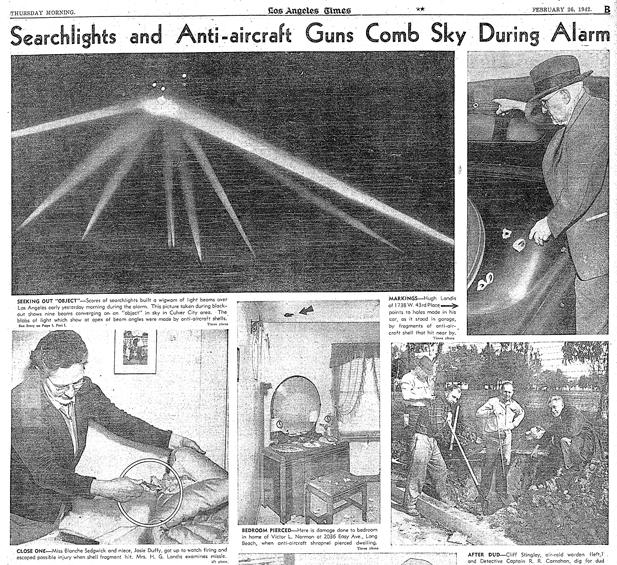
Artykuł w „Los Angeles Times” o bitwie

Bitwa o Los Angeles (ang. Battle of Los Angeles) – niewyjaśnione wydarzenie mające miejsce 25 lutego 1942. Otworzono wtedy ogień z artylerii przeciwlotniczej do niezidentyfikowanego obiektu (lub obiektów) latającego zaobserwowanego nad Los Angeles, ponieważ obawiano się japońskiego nalotu, jednak nie strącono żadnego samolotu.

## Początek
24 lutego służby United States Navy poinformowały, że obserwatorzy dostrzegli na niebie w okolicach Los Angeles kilka świecących obiektów. Doprowadziło to do ogłoszenia wieczorem alarmu przeciwlotniczego i obsadzenia stanowisk dział przeciwlotniczych. Kiedy wydawało się, że to fałszywy alarm, około godziny 02:15 wykryto na radarach niezidentyfikowany obiekt. Syreny alarmowe włączono o 02:25 i nakazano zastosować zaciemnienie. Chwilę później niebo zaczęły przeczesywać reflektory przeciwlotnicze, a artyleria przeciwlotnicza otworzyła ogień. W stan gotowości zostało postawione lotnictwo, ale myśliwce pozostały na ziemi. Ludność cywilna zeszła do schronów lub piwnic oczekując nalotu, a na niebie zaobserwowano świecący obiekt.

## Przebieg
Świecący obiekt lub obiekty był/były cały czas ostrzeliwane z ziemi, natomiast dowództwo IV Korpusu Powietrznego nie wydało rozkazu użycia myśliwców. Ostrzeliwany obiekt przeleciał nad wybrzeżem od Santa Monica do Long Beach. Kiedy doleciał do Signal Hill zaczął manewrować – najpierw skręcając w stronę lądu, potem zawrócił nad Pacyfik, gdzie w końcu zniknął.
Alarm został odwołany o godzinie 7:21.

## Straty i ofiary
Kilka budynków zostało uszkodzonych wskutek spadających odłamków i nisko wybuchających pocisków artylerii przeciwlotniczej. Trzy osoby zmarły na zawał serca z powodu paniki, trzy inne zginęły od źle naprowadzonego ognia przeciwlotniczego, doszło też do kilku wypadków drogowych wskutek zaciemnienia.